# グレゴリウス12世 (ローマ教皇)
グレゴリウス12世（Gregorius XII, 1326年 - 1417年10月18日）は、教会大分裂の時期に選出されたローマ教皇（在位：1406年 - 1415年）である。ヴェネツィア出身で、本名はアンジェロ・コレル（Angelo Coraria）。

## 生涯
1380年にカステロ司教、1390年に名目上のコンスタンティノープル大司教を務め、インノケンティウス7世の秘書も任され、1405年に枢機卿となる。翌1406年のインノケンティウス7世急死後のコンクラーヴェでローマ教皇に選出される。
アヴィニョンに対立教皇ベネディクトゥス13世がいたため、コンクラーヴェでは出席した枢機卿全員で、分裂終結のためベネディクトゥス13世との交渉および両教皇の退位を目指すことを誓っていたが、グレゴリウス12世もベネディクトゥス13世も退位する気が無かった上、相互不信で交渉は決裂し実を結ばなかった。しかも、1408年にグレゴリウス12世は甥のガブリエッロ・コンドゥルマーロ（後のエウゲニウス4世）を含め新たに4人枢機卿を任命、アヴィニョン枢機卿会と同数維持するという誓いを破ったため人望を失った。
1409年、グレゴリウス12世及びベネディクトゥス13世の両教皇を見限ったローマ・フランス双方の枢機卿が集まり、教会大分裂を収束すべくピサ教会会議を開催する。当時は公会議主義の主張が高まっていた時期である。両教皇は会議に出席しなかったが、公会議は2人を廃位とし、ミラノ大司教ピエトロ・フィラルゴを新たに教皇に選出した（アレクサンデル5世）。しかし、両教皇はどちらも同意しなかった為、3人の教皇が鼎立する状態になった。アレクサンデル5世は翌1410年に急死し、ヨハネス23世がその後を継ぐ。
グレゴリウス12世にはボヘミアのプラハ大司教ズビニェク・ザイーツが支持していたが、国王ヴァーツラフ4世は中立を主張するヤン・フスなどプラハ大学教授達の支持を当てにして、両教皇に対して中立という形でピサ教会会議を支持した。一方、ローマ王ループレヒト、ナポリ王ラディズラーオはグレゴリウス12世を支持していたが、1410年のループレヒトの死でローマ王に選出されたジギスムントはヨハネス23世を支持、ラディズラーオもヨハネス23世支持に変わったため、グレゴリウス12世は1412年にリミニへ逃亡した。
1414年から開催されたコンスタンツ公会議でグレゴリウス12世は欠席したが代理人を派遣、会議でグレゴリウス12世を含む3人の教皇が廃位を宣言される。グレゴリウス12世は退位に同意し、1415年7月4日に正式に退位。1417年にマルティヌス5世が選出されると、ようやく教会大分裂が解消された。
グレゴリウス12世は教皇退位後はポルトの司教枢機卿として晩年をアンコーナで過ごし、レカナーティで死去。